# Olympische Sommerspiele 1976/Radsport
Bei den XXI. Olympischen Sommerspielen 1976 in Montréal (Kanada) fanden sechs Wettkämpfe im Radsport statt.

## Bahn

### Sprint
| Platz | Land | Athlet         |
| ----- | ---- | -------------- |
| 1     | TCH  | Anton Tkáč     |
| 2     | FRA  | Daniel Morelon |
| 3     | GDR  | Jürgen Geschke |

21. bis 24. Juli

### 1000 m Zeitfahren
| Platz | Land | Athlet              | Zeit        |
| ----- | ---- | ------------------- | ----------- |
| 1     | GDR  | Klaus-Jürgen Grünke | 1:05,92 min |
| 2     | BEL  | Michel Vaarten      | 1:07,51 min |
| 3     | DEN  | Niels Fredborg      | 1:07,61 min |

20. Juli

### 4000 m Einerverfolgung
| Platz | Land | Athlet          |
| ----- | ---- | --------------- |
| 1     | FRG  | Gregor Braun    |
| 2     | NED  | Herman Ponsteen |
| 3     | GDR  | Thomas Huschke  |

20. bis 22. Juli

### 4000 m Mannschaftsverfolgung
| Platz | Land | Athleten                                                        |
| ----- | ---- | --------------------------------------------------------------- |
| 1     | FRG  | Gregor Braun Hans Lutz Günther Schumacher Peter Vonhof          |
| 2     | URS  | Wladimir Ossokin Alexander Perow Witali Petrakow Wiktor Sokolow |
| 3     | GBR  | Ian Banbury Michael Bennett Robin Croker Ian Hallam             |

23. bis 24. Juli

## Straße

### Straßenrennen (180 km)
| Platz | Land | Athlet              | Zeit        |
| ----- | ---- | ------------------- | ----------- |
| 1     | SWE  | Bernt Johansson     | 4:46:52,0 h |
| 2     | ITA  | Giuseppe Martinelli | 4:47:23,0 h |
| 3     | POL  | Mieczysław Nowicki  | 4:47:23,0 h |

26. Juli

### Mannschaftszeitfahren (100 km)
| Platz | Land | Athleten                                                              | Zeit      |
| ----- | ---- | --------------------------------------------------------------------- | --------- |
| 1     | URS  | Uladsimir Kaminski Aavo Pikkuus Waleri Tschaplygin Anatoli Tschukanow | 2:08:53 h |
| 2     | POL  | Mieczysław Nowicki Tadeusz Mytnik Stanisław Szozda Ryszard Szurkowski | 2:09:13 h |
| 3     | DEN  | Verner Blaudzun Gert Frank Jørgen Emil Hansen Jørn Lund               | 2:12:20 h |

18. Juli